# Léviathan (roman de Westerfeld)
Pour les articles homonymes, voir Léviathan.
Léviathan (titre original: Leviathan) est un roman de science-fiction, plus précisément d'uchronie et de science fantasy, écrit par Scott Westerfeld. Il a été publié en 2009 et traduit en France en 2010. Cet ouvrage a obtenu le prix Locus du meilleur roman pour jeunes adultes en 2010. Il est adapté en série animée par Netflix en 2025.

## Résumé
L'histoire se déroule à l'aube de la Première Guerre mondiale. L'Europe est divisée entre les puissances Clankers, géographiquement l'Empire allemand et Autriche-Hongrie, qui ont pris le parti du tout mécanique, de grosses machines, des sortes de tanks à pattes tandis que la partie ouest de l'Europe dont le Royaume-Uni, regroupe les puissances Darwinistes. Les darwinistes possèdent  des espèces hybrides dont le Leviathan, une sorte de gigantesque baleine volante, résultat de la combinaison  d'une multitude d'espèces, et gonflé grâce à l'hydrogène des organismes vivants le constituant.
Les héros de ce livre sont deux adolescents: Alek, le fils (inventé et unique) de  l'archiduc d'Autriche-Hongrie François Ferdinand  et sa femme Sophie, et Deryn, une jeune écossaise férue d'aéronautique. Pendant la moitié du livre, nous suivons séparément nos deux héros, puis leurs destinées se rejoignent. Le 28 juin 1914, les parents d'Alek sont assassinés  à Sarajevo (ce qui fut, dans la réalité, l'élément déclencheur de la Première Guerre Mondiale). Alek est contraint de fuir son château de Prague, accompagné par le comte Volger, son maître d'armes et Otto Klopp, son maître de mécanique, et deux autres hommes. À bord d'un mécanopode, ils rejoignent un vieux château niché dans les Alpes Suisses. Parallèlement, Deryn, déguisée en garçon et sous le pseudonyme de Dylan, se fait enrôler dans les forces aériennes britanniques et par un concours de circonstances se retrouve à bord du Leviathan en partance pour récupérer un(e) scientifique,  le Dr Barlow et sa cargaison de la plus haute importance afin de  les convoyer jusqu'à Constantinople. Mais sur le vieux continent, la guerre est déclarée et lors de son survol des Alpes, le Leviathan se fait attaquer par les Allemands et s'écrase sur un glacier, à proximité du château où se cachent Alek et ses amis.

## Adaptation en série
Le roman est adapté en une série animée, Leviathan, qui est réalisée par Christophe Ferreira et produite par Qubic Pictures au studio Orange. La conception artistique est assurée en partie par l'auteur de bande dessinée Alex Alice. Certaines chansons sont composées par Joe Hisaishi, d'autres étant composées par Nobuko Toda et Kazuma Jinnouchi. Le projet est annoncé en juin 2024. La série est diffusée sur Netflix le 10 juillet 2025,.

## Éditions
- Leviathan, 6 octobre 2009, Simon Pulse, 448 pages  (ISBN 978-1416971733)
- Léviathan, 16 septembre 2010, Pocket Jeunesse, traduit par Guillaume Fournier, 439 pages  (ISBN 978-2266194167)